# Поворот Віка
Поворот Віка[усталений термін?] (англ. Wick rotation) — метод математичної фізики, який дозволяє звести математичну проблему в просторі Мінковського до відповідної у евклідовому просторі. Основою цього методу є властивість аналітичного продовження, що дозволяє вважати час суто уявною величиною. Метод названо на честь італійського фізика Джан-Карло Віка. 
Застосовується у квантовій механіці.

## Огляд
Поворот Віка базується на наступному спостереженні: метрика Мінковського
{\displaystyle ds^{2}=-\left(dt^{2}\right)+dx^{2}+dy^{2}+dz^{2}}
після формальної заміни {\displaystyle t=-i\tau }, де {\displaystyle \tau } — дійсна величина, зводиться до метрики чотиривімирного евклідового простору:
{\displaystyle ds^{2}=d\tau ^{2}+dx^{2}+dy^{2}+dz^{2}}
Якщо математичну проблему можна розв'язати в термінах величин {\displaystyle (\tau ,x,y,z)}, обернене перетворення {\displaystyle \tau =it} дає розв'язок відповідної задачі в просторі Мінковського.

## Статистична та квантова механіка
Поворот Віка пов'язує між собою такі розділи теоретичної фізики, як статистична механіка та квантова механіка. Ключовим поняттям статистичної механіки є статистична сума:
{\displaystyle Z(T)=\sum _{n}\exp \left(-{\frac {H}{k_{B}T}}\right)}
де {\displaystyle H} — Гамільтоніан досліджуваної системи, {\displaystyle T} — температура, {\displaystyle k_{B}} — стала Больцмана, а підсумовування відбувається за всіма мікроскопічними станами.
З іншого боку, часова залежність станів та фізичних величин у квантовій механіці визначається оператором еволюції:
{\displaystyle U(t)=\exp \left(-{\frac {iHt}{\hbar }}\right)}
Можна побачити, що дві експоненти стають еквівалентними, якщо ототожнити {\displaystyle {\frac {it}{\hbar }}={\frac {1}{k_{B}T}}}. Така заміна дозволяє переходити від статистичних задач до квантовомеханічних та навпаки. Так, наприклад, інтеграл вздовж траєкторій після такої заміни тотожньо зводиться до статистичної суми.

## Статистика та динаміка
Поворот Віка пов'язує задачі динаміки вимірності {\displaystyle n-1} зі статичними задачами вимірності {\displaystyle n}, змінюючи час на додатковий просторовий вимір. Наприклад, для {\displaystyle n=2} можна розглянути струну із закріпленими кінцями, що висить у гравітаційному полі. Форма струни {\displaystyle y(x)} визначається екстремальністю енергії:
{\displaystyle E=\int _{x}\left[k\left({\frac {dy(x)}{dx}}\right)^{2}+V(y(x))\right]dx,}
де k — коефіцієнт пружності та V(y(x)) — потенціал гравітаційного поля.
Відповідна задача динаміки — це розрахунок траєкторії тіла, що кинули вгору {\displaystyle y(t)}. Як відомо з класичної механіки, рух тіла визначається принципом найменшої дії:
{\displaystyle S=\int _{t}\left[m\left({\frac {dy(t)}{dt}}\right)^{2}-V(y(t))\right]dt}
де {\displaystyle m} — маса тіла.
Можна бачити, що розв'язок для струни {\displaystyle y(x)} при {\displaystyle x=it} дійсно задовільняє принципу найменшої дії (при {\displaystyle k=m}):
{\displaystyle \int \left[k\left({\frac {dy(x=it)}{d(it)}}\right)^{2}+V(y(x=it))\right]d(it)=i\int \left[m\left({\frac {dy(t)}{dt}}\right)^{2}-V(y(t))\right]dt=iS}